# Langley (Virginia)
Langley è un centro abitato (unincorporated community) degli Stati Uniti d'America situato nella contea di Fairfax, nello stato della Virginia.
Pur mantenendo la propria identità come dimostrato anche dalla scuola superiore che conserva il nome di Langley High School, Langley è stata da tempo, di fatto, assorbita dal census-designated place di McLean.

## Istituzioni
Essendo situata nelle vicinanze di Washington, oltre ad essere considerata una sorta di città dormitorio ospita numerose strutture governative, tra cui la sede centrale della CIA (e, al suo interno, la  National History Collection or National Intelligence Council (NIC) Collection), la Federal Highway Administration e la Claude Moore Colonial Farm del National Park Service.

Nell'uso comune, il termine Langley viene in effetti usato come sinonimo della stessa CIA.
A Hampton si trova il Langley Research Center (LaRC), il più antico centro della NASA, attivo durante tutta la fase iniziale delle sperimentazioni dei voli spaziali, fino al primo volo orbitale effettuato dal ten. col. John Glenn.

## Nella cultura di massa
Langley è considerata l'immaginaria città della serie televisiva dei cartoni American Dad!, il cui nome è Langley Falls ("cascate di Langley"); il protagonista, Stan Smith, lavora difatti alla CIA.